# Control activo de ruido

Representación gráfica de la cancelación activa del ruido

El control activo de ruido o cancelación activa de ruido (abreviado: CAR) es un método que permite anular el ruido no deseado mediante la adición de un segundo sonido específicamente diseñado para cancelar el primero.

## Fundamentos
El sonido es una onda de presión que consiste en periodos alternos de compresión y rarefacción. Un altavoz con cancelación de ruido emite una onda sonora con la misma amplitud, pero con fase invertida (también conocida como cancelación de fase) respecto al sonido original. Las ondas se combinan para formar una nueva onda en un proceso llamado interferencia y se anulan mutuamente, un efecto llamado interferencia destructiva.
El control activo del ruido moderno se consigue generalmente mediante circuitos analógicos o procesamiento digital de señales. Los algoritmos adaptativos están diseñados para analizar la forma de onda del ruido acústico o monoaural de fondo y, a continuación, basándose en el algoritmo específico, generar una señal que desplace la fase o invierta la polaridad de la señal original. Esta señal invertida (en cancelación de fase) se amplifica y un transductor crea una onda sonora directamente proporcional a la amplitud de la forma de onda original, creando una interferencia destructiva. Esto reduce de forma efectiva el volumen del ruido perceptible.
Un altavoz de cancelación de ruido puede estar situado junto a la fuente de sonido que se desea atenuar. En este caso, debe tener el mismo nivel de potencia de audio que la fuente del sonido no deseado para cancelar el ruido. Como alternativa, el transductor que emite la señal de cancelación puede estar situado en el lugar donde se desea atenuar el sonido (por ejemplo, el oído del usuario). Esto requiere un nivel de potencia mucho menor para la cancelación, pero sólo es eficaz para un solo usuario. La cancelación del ruido en otros lugares es más difícil, ya que los frentes de onda tridimensionales del sonido no deseado y la señal de cancelación podrían coincidir y crear zonas alternas de interferencia constructiva y destructiva, reduciendo el ruido en algunos puntos mientras se duplica en otros. En espacios cerrados pequeños (por ejemplo, el habitáculo de un coche), la reducción global del ruido puede lograrse mediante múltiples altavoces y micrófonos de retroalimentación y la medición de las respuestas modales del recinto.
Esta característica de las ondas sonoras es la que se utiliza para hacer la cancelación activa de ruido.

## Cómo funciona
Un aparato de control activo de ruido necesita conocer el ruido que queremos eliminar del sistema. Un aparato de cancelación activa de ruido ha de constar por lo menos de: 
- Un sensor de entrada.
- Un procesador de señal.
- Un emisor que nos genere la señal que cancele el ruido.

También es importante tener en cuenta otro factor cuando diseñemos/utilicemos un aparato de cancelación de ruido, y es el espacio en el que ha de trabajar.

### Sensor
El sensor tiene que captar la información que necesitamos del ruido a eliminar. Generalmente lo que se hace es captar el ruido directamente con un micrófono, aunque a veces la información se obtiene de otras fuentes, como por ejemplo sacar la frecuencia de la centralita electrónica de un motor. Según la aplicación esta señal puede ser digital o analógica, y en este segundo caso se puede digitalizar antes de procesarlo.

### Procesado
El procesador es el encargado de generar la señal canceladora (antirruido). Encontramos principalmente dos tipos de procesadores según su funcionamiento: Analógicos o digitales. De todas formas, el objetivo de los dos es el mismo: generar una señal que cancele el ruido a eliminar. 
En el caso de que conozcamos exactamente la señal a eliminar podríamos hacer simplemente un cambio de signo. En los otros casos, tendremos que calcular de alguna manera la señal ruido con el error que esto conlleva. 
Tenemos que tener en cuenta que el sistema añadirá un retraso a la señal canceladora respecto a la señal a cancelar. 
Por todo esto el procesado para hacer la cancelación del ruido no es tan sencillo como hacer un cambio de signo a la señal, y por eso se utilizan herramientas como predictores, filtros adaptativos, métodos de control de error, etc. para poder generar una señal canceladora lo más efectiva posible.

### Emisor
El emisor es un altavoz. Este altavoz quizás tenga que reproducir solamente el antirruido o también otras señales, como en el caso de los auriculares con cancelación de ruido.

### Espacio
En el mundo real el espacio es tridimensional. Esto hace que sea muy difícil y caro "proteger" espacios grandes contra ruidos. Tomemos por ejemplo una habitación en la cual quisiéramos cancelar completamente los diferentes ruidos que nos llegasen desde el exterior. Tendríamos que calcular para cada punto del espacio el ruido incidente y generar el antirruido. Pero por si eso no fuera lo suficientemente difícil y caro, también deberíamos tener en cuenta que cada emisor no se perjudicaría a cada sensor. Así pues, generalmente lo que se hace es intentar eliminar el ruido en un punto en concreto del espacio.
Si conocemos el receptor y éste es fijo y manipulable, lo que se puede hacer es situar el sensor y el altavoz de la misma direccionalidad y dirección que la fuente de ruido justo al lado de esta. Esto nos permite que las ondas que se propaguen a través del aire ya estén "canceladas".
Por otro lado, lo que podemos hacer es colocar el sensor y el altavoz justo en el punto en el que queremos que se cancelen los sonidos (por ejemplo, al lado del oído de una persona). Estos sistemas pere son "unipersonales", es a decir, solo se puede beneficiar un receptor.
En el caso de que conozcamos tanto la posición exacta de la fuente de ruido como del receptor, como por ejemplo en un coche, también podemos hacer sistemas en los cuales el sensor y el altavoz estén separados (el sensor en el motor y el altavoz al lado del conductor, por ejemplo) para maximizar la eficacia del sistema.
Aunque resulte caro, también hay sistemas de cancelación de ruido activos para a espacios grandes (como casas o habitaciones) para cancelar los ruidos que vienen del exterior.

## Control de ruido activo frente al pasivo
El control del ruido es un medio activo o pasivo de reducir las emisiones sonoras, a menudo por motivos de comodidad personal, consideraciones medioambientales o cumplimiento de la legislación. El control activo del ruido es la reducción del sonido mediante una fuente de energía. El control pasivo del ruido es una reducción del sonido mediante materiales que aíslan el ruido, como el aislamiento, las baldosas que absorben el sonido o un silenciador, en lugar de una fuente de energía.
La cancelación activa del ruido es más adecuada para las frecuencias bajas. Los requisitos de espacio para las técnicas de espacio libre y zona de silencio se vuelven prohibitivos para las frecuencias más altas. En los sistemas basados en cavidades acústicas y conductos, el número de nodos prolifera con el aumento de la frecuencia, lo que hace que las técnicas de control activo del ruido sean inmanejables. Los tratamientos pasivos resultan más eficaces a frecuencias más altas y a menudo proporcionan una solución adecuada sin control activo.

## Aplicaciones

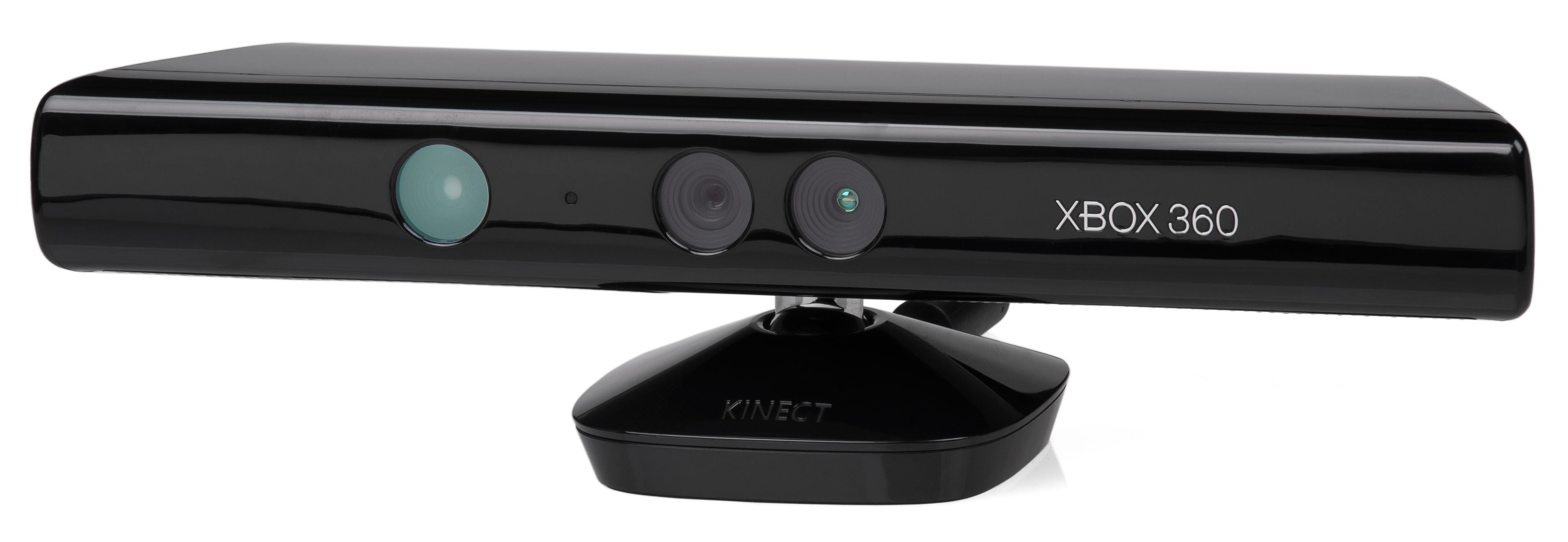
ejemplo de aparato de reconocimiento de voz con cancelación activa de ruido.

El uso de sistemas de cancelación de ruido activos se ha popularizado en los últimos años debido al abaratamiento y empequeñecimiento de la tecnología necesaria para desarrollar soluciones. Los sistemas activos son más eficientes que los sistemas pasivos (materiales aislantes, materiales absorbentes, etc.) sobre todo en bajas frecuencias y se pueden aplicar en situaciones distintas como videoconferencias. El, pero es que son mucho más caros, y es habitual encontrar una combinación de los dos. Por ejemplo, la mayoría de los altavoces con cancelación de ruido utilizan el control activo sobre todo para las bajas frecuencias, ya que las altas frecuencias aún es más barato y eficiente eliminarlas utilizando auriculares cerrados. 
Otra ventaja de los sistemas activos frente a los pasivos es que en los pasivos generalmente la eficiencia sobre todo en bajas frecuencias es proporcional al tamaño. Las aplicaciones activas permiten mantener un tamaño constante y mucho más pequeño.
Además, pueden ser mucho más selectivas. Imaginemos un coche donde dentro tenemos cancelado el ruido del exterior, podríamos detectar el ruido de loss vehículos de emergencia para no cancelarlo.
Algunas de las aplicaciones más conocidas de sistemas de cancelación activos de ruido son:
- En auriculares de música: llevan incorporado un sistema de cancelación en cada dispositivo para eliminar el ruido que llega a cada oído. Estos auriculares se ayudan generalmente de aislantes pasivos para trabajar. Además, los micrófonos no son omnidireccionales, ya que se tiene en cuenta que la misma cabeza de la persona elimina casi todos los ruidos que provienen del otro lado. También tienen la peculiaridad de que se reproduce por el mismo auricular el ruido y la información útil (música). Los audífonos de este tipo detectan la señal de ruido externo y la recrean a través de un circuito electrónico invirtiendo su polaridad. Como resultado el ruido se cancela total o parcialmente.[1]

- En motores: Los ruidos de los motores son periódicos y esto hace que sean más fácilmente cancelables. En la industria y en el mundo del automóvil más recientemente se están aplicando soluciones de cancelación de ruido cada vez más. Se está estudiando el impacto que pueden tener estos sistemas para reducir el consumo de combustible.
- En sistemas de captación de voz: Por ejemplo, en videoconferencias, donde se cancela la señal que capta el micrófono que proviene del altavoz para evitar que el sistema se retroalimente. O en sistemas de reconocimiento, donde es importante tener una señal limpia para reconocer las palabras.

- En aislamiento acústico: en edificación, aunque sea muy caro, ya se ven aplicaciones. Es útil sobre todo en entornos urbanos para eliminar ruidos concretos como el tráfico y las bocinas, o por ejemplo en zonas próximas a los aeropuertos.